# Hirschhausens Check-up
Hirschhausens Check-up ist eine Dokumentation zum Thema Alter. Die 2012 produzierte dreiteilige Sendung wurde von Eckart von Hirschhausen moderiert und im Juni 2017 im Ersten ausgestrahlt.

## Konzept
Eckart von Hirschhausen besuchte in drei Folgen jeweils ein Altenheim, eine Psychiatrische Klinik und eine Kinder- und Geburtsklinik und untersucht, wie ein gutes Leben gelingt. Hirschhausen wird von den Reportern Lisa Weitemeier und Niko Wirth unterstützt.

## Episodenliste
| Folge | Ausstrahlung  | Titel                            | Drehort                         | Thema | Einschaltquote Zuschauer Prozent |
| ----- | ------------- | -------------------------------- | ------------------------------- | --- | -------------------------------- |
| 1     | 12. Juni 2017 | Wie gutes Altern gelingt         | Altenheim                       | Hirschhausen: Was ist wichtig für einen guten Start ins Leben, wie gelingt die Mitte des Lebens und wie das Altwerden?                                                                       | 3,31 Mio., 12,2 %                |
| 2     | 16. Juni 2017 | Wie die Mitte des Lebens gelingt | Psychiatrische Klinik in Berlin | Hirschhausen: Auch wenn der 50. Geburtstag für die meisten (rein rechnerisch) nicht die Mitte des Lebens sein dürfte – die Symbolkraft dieser halben 100 ist enorm. Sie gilt als Wendepunkt. | 2,47 Mio., 9,9 %                 |
| 3     | 26. Juni 2017 | Wie der Start ins Leben gelingt  | Kinder- und Geburtsklinik       | Ein guter Start ins Leben ist für das ganze Leben wichtig und das Leben ist vom Anfang abhängig.                                                                                             | 2,1 Mio. 8,8 %                   |

## Extra-Folgen
Seit 2019 wurden Extra-Folgen produziert und ausgestrahlt, zunächst 2019 zwei Folgen über Lebensende und Gefängnis und ab 2020 Folgen über COVID-19. Diese Folgen gehören zur Nachfolgersendung Hirschhausen im …
| Ausstrahlung       | Thema                                                      | Titel                                                        | Drehort                                                 |
| ------------------ | ---------------------------------------------------------- | ------------------------------------------------------------ | ------------------------------------------------------- |
| 16. September 2019 | Lebensende                                                 | Hirschhausen im Hospiz                                       | (Hospiz St. Hildegard in Bochum).                       |
| 23. September 2019 | Gefängnis                                                  | Hirschhausen im Knast                                        | JVA Meppen                                              |
| 11. November 2019  | Bildung und Schule                                         | Hirschhausen macht Schule - Warum Bildung gesund macht       | Experiment mit 100 Versuchspersonen in ganz Deutschland |
| 12. Mai 2020       | Intensivstation                                            | Hirschhausen auf Intensiv                                    | Uniklinikum Bonn                                        |
| 29. Januar 2021    | Interview über das Impfen gegen Corona mit Cornelia Betsch | Interview mit Cornelia Betsch – Langversion                  | Köln                                                    |
| 1. Februar 2021    | Impfen                                                     | Hirschhausen als Impfproband                                 | Impfzentrum                                             |
| 6. Dezember 2021   | Das Corona-Virus                                           | Hirschhausen – Corona ohne Ende?                             |                                                         |
| 29. Juni 2022      | Long-COVID                                                 | Hirschhausen und Long-Covid – die Pandemie der Unbehandelten |                                                         |
| 12. Juni 2023      | Post-Vac-Syndrom, Long-COVID und ME/CFS                    | Hirschhausen – was von Corona übrig bleibt                   |                                                         |
| 30. Oktober 2023   | ADHS                                                       | Hirschhausen und ADHS                                        |                                                         |

Siehe Hirschhausen im …

## Rezeption
Anja Rützel von Spiegel Online schrieb zu Hirschhausen im Hospiz:  „Die nachdenklichen, eindringlichen Momente zersplittert der Film mit peinlichen Einspielern - beispielsweise über "Sarg-Probeliegen".“